# Propithèque couronné
Propithecus deckenii coronatus
Sous-espèce
Statut de conservation UICN

 CR A2acd : 
En danger critique
Le Propithèque couronné ou Sifaka couronné est, en fonction des auteurs, une espèce (Propithecus coronatus) ou une sous-espèce (Propithecus deckenii coronatus) de lémurien de la famille des indridés. Évoluant en petits groupes (2 à 8 individus) dans les forêts sèches, les forêts-galeries et les mangroves du Nord-Ouest de Madagascar, il est reconnaissable par son pelage blanc-crème, sa tête noire et son torse roux. Ses déplacements très particuliers en pas-chassés en font l’une des espèces emblématiques de la « Grande île ». C'est une espèce très rare.

## Caractéristiques
Propithecus coronatus est une espèce qui mesure 39 à 45 cm (sans la queue) pour un poids compris entre 3,5 et 4,3 kg. C'est une espèce végétarienne qui se nourrit de bourgeons, fruits, feuilles et fleurs. Propithecus coronatus vit environ 20 ans et jusqu'à 30 ans en captivité.

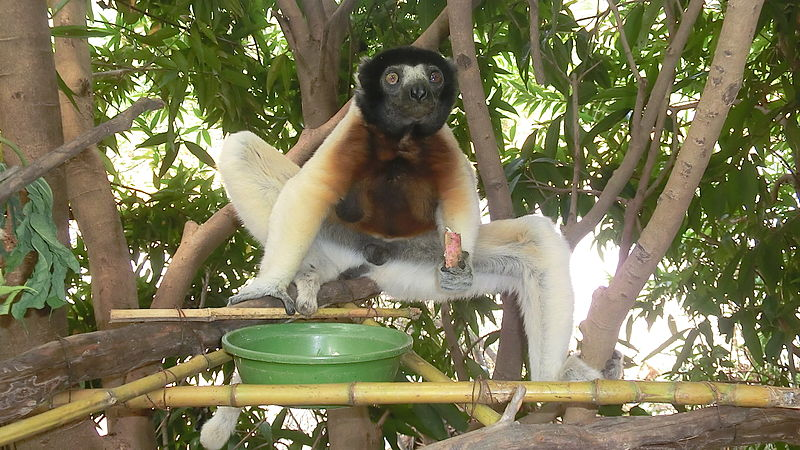
Propithecus coronatus (Madagascar)

## Écologie et comportement

### Alimentation
Feuilles, fleurs, bourgeons, fruits...

### Reproduction
Gestation de 5 mois et demi, avec une reproduction tous les 2 ou 3 ans.

## Habitat et répartition

Répartition de l'espèce à Madagascar.

Le Propithèque couronné vit dans les forêts sèches caducifoliées de l'Ouest de Madagascar.

## Menaces et conservation

### Élevage conservatoire en captivité
Le Sifaka couronné fait l'objet d'un programme européen d’élevage conservatoire (EEP) de l'Association européenne des zoos et aquariums (EAZA) dès 1994, à l’initiative du parc zoologique de Paris, qui a été le premier parc à les présenter au public et qui est toujours coordinateur de ce programme. L’espèce est, en janvier 2020, présentée dans six autres parcs, tous en Europe : Mulhouse, Besançon, Apenheul (Pays-Bas), Heidelberg (Allemagne), Cotswold (en) et Belfast (Royaume-Uni), pour un total d'une vingtaine d'individus.

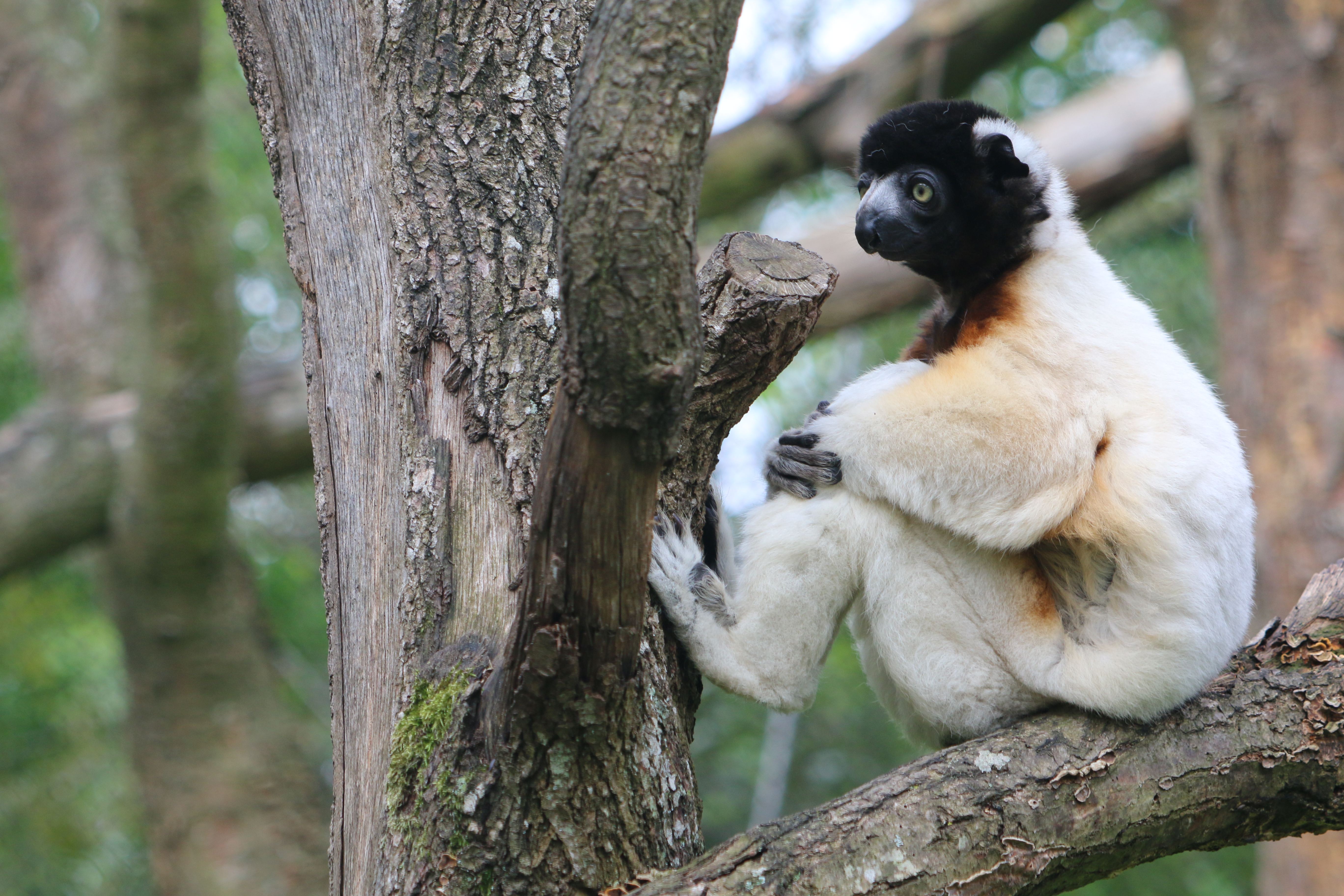
Parc Zoologique de Paris (France)

## Dans la culture
Une tradition malgache voit dans le Propithèque couronné la réincarnation des ancêtres. Il est tabou de le toucher.